# Tatjana Ivanova
Tatjana Ivanovna Ivanova (ryska: Татьяна Ивановна Иванова), född 16 februari 1991 i Tjusovoj, är en rysk rodelåkare som har tävlat sedan år 2000. Hennes främsta meriter är guld i VM 2019 och ett flertal guldmedaljer i EM.
Ivanova deltog i Vinter-OS 2010 där hon slutade på en fjärdeplats i singelåkningen.